# Argyrotegium
Argyrotegium là một chi thực vật có hoa trong họ Cúc (Asteraceae).

## Loài
Chi Argyrotegium gồm các loài: